# Philip Edwards (Literaturwissenschaftler)
Philip Walter Edwards, FBA (geboren am 7. Februar 1923; gestorben am 27. November 2015) war ein britischer Shakespeare-Gelehrter. Er war King Alfred Professor of English an der University of Liverpool in der Zeit von 1974 bis 1990. Zuvor unterrichtete er an der University of Birmingham, der Harvard University, dem Trinity College Dublin und der University of Essex.

## Werke
- Philip Edwards: Shakespeare and the confines of art. Routledge, London 1968 (englisch).
- Philip Edwards: Shakespeare: a writer's progress. Oxford University Press, Oxford 1986, ISBN 978-0-19-219184-7 (englisch).
- Philip Edwards: Pilgrimage and literary tradition. Cambridge University Press, Cambridge 2005, ISBN 978-0-521-84762-9 (englisch).